# Alex Jahnke

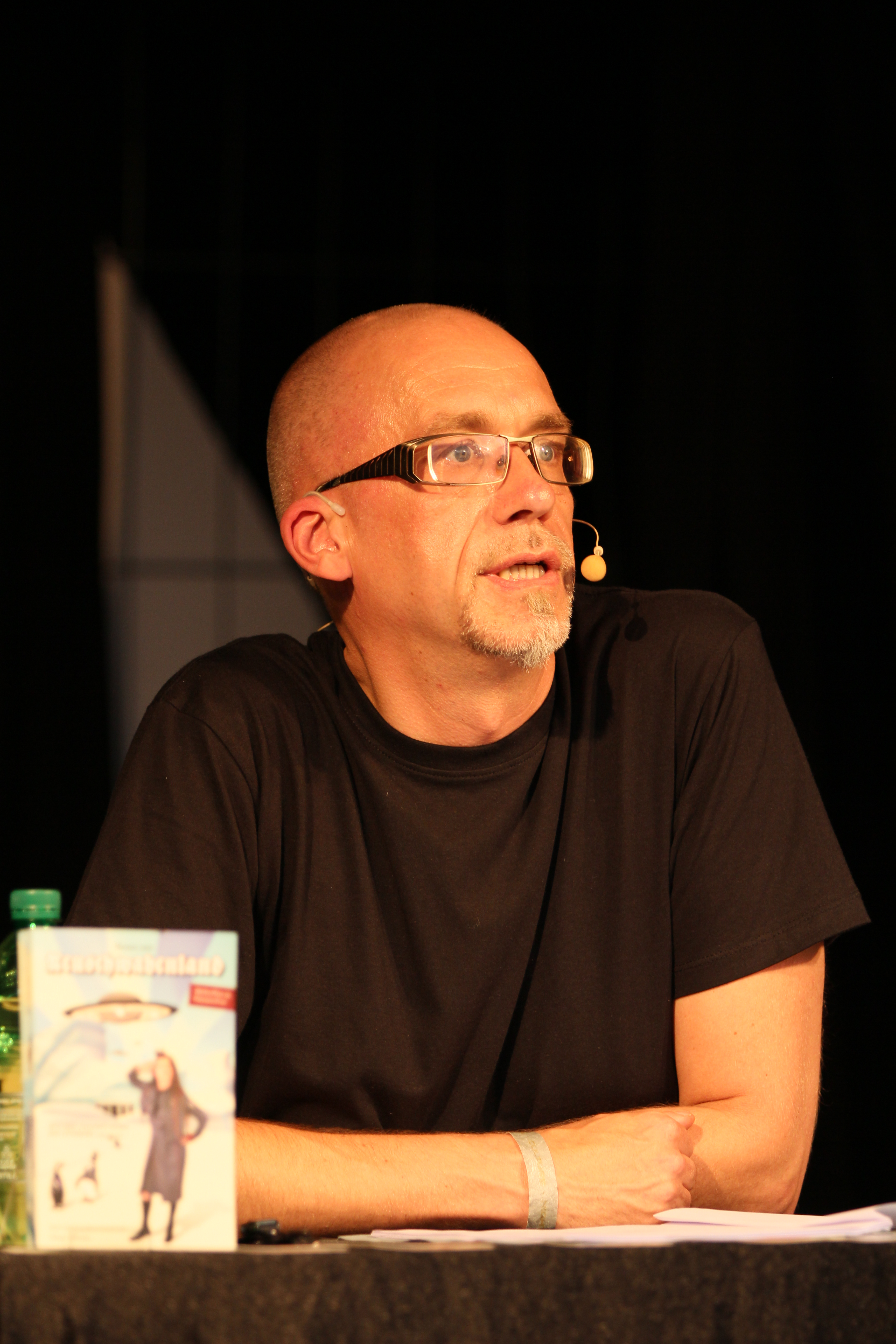
Alex Jahnke, Nocturnal Culture Night 2014

Alex Jahnke (* 6. April 1969 in Arnsberg, Westfalen) ist ein deutscher Schriftsteller von phantastischen Sachbüchern und Romanen.

## Leben und Werk
Nach dem Abitur hat Jahnke in Paderborn Experimentalphysik studiert. Heute arbeitet er als Systemadministrator. Er ist verheiratet und lebt in Burgwald (Landkreis Waldeck-Frankenberg). Im Netz ist er unter dem Pseudonym Cynx tätig. Er interessiert sich für Netzpolitik und war Mitglied im Chaos Computer Club Deutschland. Seit den achtziger Jahren ist er im Fandom der deutschen Phantastik-Szene unterwegs, wobei er besonders im Steampunk aktiv ist. 2008 hat er mit Johanna Sievers den Steampunk-Verbund Clockworker gegründet, dessen Chefredakteur er ist.

## Veröffentlichungen
- Steampunk - kurz & geek - O’Reilly, Köln (2013) ISBN 978-3-86899-367-7 - ausgezeichnet mit dem Deutschen Phantastik Preis 2013 in der Kategorie Bestes Sachbuch[4]
- Neues aus Neuschwabenland - Edition Roter Drache, Remda-Teichel  (2014) ISBN 978-3-939459-77-4
- Das große Steampanoptikum - Edition Roter Drache, Remda-Teichel  (2015) ISBN 978-3-939459-88-0 - ausgezeichnet mit dem Deutschen Phantastik Preis 2016 in der Kategorie Bestes Sachbuch[5]
- Liebesgrüße aus Neuschwabenland - Edition Roter Drache, Remda-Teichel  (2016) ISBN 978-3-939459-94-1
- Reiten Wir! - Phantastikautoren für Karl May - Edition Roter Drache, Remda-Teichel (2017) ISBN 978-3-946425-32-8